# Leysin
Leysin (en alemán Leissins) es una comuna suiza del cantón de Vaud, ubicada en el distrito de Aigle. Su población estimada, a fines de 2020, es de 3,623 habitantes.
La comuna formó parte del círculo de Aigle, disuelto el 31 de diciembre de 2007 con la reforma cantonal territorial. Además Leysin es conocida por su estación de deportes de invierno, propicia para la práctica de esquí y snowboard. En otras épocas existe una red de caminos y veredas señalizados para practicar paseos y montañismo.
Su situación física, entre 500 y 600 metros de altura sobre Aigle y el valle del Ródano, le confieren un clima muy soleado, lo cual fue aprovechado a principios del siglo XX para fines médicos. 
Está comunicado con Aigle y la red de ferrocarriles suizos por un tren de cremallera que asciende a través de los viñedos y bosque arbóreo. Con las demás localidades existe el servicio de autobuses de "La Poste".
Entre los habitantes de Leysin hay una numerosa colonia de origen portugués, y también aunque en número menor, de países de lengua española. En varios restaurantes, panadería, y otros servicios conviene tenerlo en cuenta en caso de dificultad con el idioma.

## Referencias

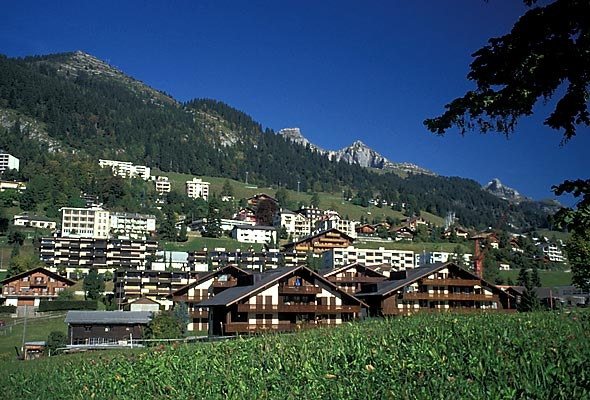
Vista de Leysin.